# Васил Недков
Васил Цветков Недков е български офицер, генерал-майор.

## Биография
Роден е на 25 юли 1935 г. в разградското село Кара махала. Бил е началник-щаб на петдесет и трети мотострелкови полк (70 320) в Грудово, а след това и командир на 18-а мотострелкова преславска дивизия. На 3 април 1996 г. е освободен от кадрова военна служба.